# Petr Šlegr
Petr Šlegr (* 8. Juli 1977 in Kladno) wirkte in den Jahren 2007–2009 als tschechischer Vizeverkehrsminister und war der Vorsitzende des Lenkungsausschusses der Tschechischen Bahnen. Unter ihm wurde das Sachvorhaben des Gesetzes über öffentlichen Verkehr vorbereitet, das unter anderem das Instrument der Verkehrsplanung für die Verbindung des örtlichen, regionalen und gesamtstaatlichen Verkehrs beinhaltete. Weiter bereitete er die Aufbaukonzeption der Hochgeschwindigkeits- und Geschwindigkeitsbahnen in der Tschechischen Republik und in der Zusammenarbeit mit der BRD hat er mit der Vorbereitung der modernen Eisenbahnverbindung zwischen Prag, Dresden und München begonnen.
Šlegr engagierte sich in der Partei der Grünen, hier vor allem als Vorsitzender des Verkehrsausschusses und im Rat der Partei. Zunehmend kritisierte er die Partei. Im Jahr 2009 trat er aus der Partei und seitdem ist er ohne politische Zugehörigkeit.
Nach dem Abtritt vom Verkehrsministerium im Jahr 2009 hat er eine NGO CEDOP (das Zentrum für effektiven Verkehr) gegründet und geführt. Außer Kommentaren zu aktuelle Situation im Feld von den Verkehr hat er bei Veröffentlichung von zwei Publikationen über Eisenbahn und bei Organisierung von mehreren Konferenzen teilgenommen.